# Jimeno (Navarra)
Jimeno Garcés († 29. Mai 931) war von 925 bis 931 König von Navarra aus dem Haus Jiménez. 
Er war der jüngere Sohn eines García (II.) Jiménez und dessen zweiter Frau Dadildis von Pallars. Der Vater war vermutlich ein Angehöriger des baskischen Hauses des Íñigo Arista und war vielleicht mit einem gleichnamigen König aus der Mitte des 9. Jahrhunderts identisch. Nach dem Tod seines älteren Bruders Sancho I. Garcés 925 übernahm Jimeno die Regentschaft an Stelle seines unmündigen Neffen García I. Einer Urkunde der Abtei San Martín de Albelda vom 11. Januar 931 ist zu entnehmen, das Jimeno den Königstitel führte. Bereits am 29. Mai 931 starb er. Danach übernahm zunächst sein Halbbruder Íñigo Garcés die Regentschaft, bis er 933 von seiner Schwägerin Toda Aznárez verdrängt wurde.